# Оушен (округ, Нью-Джерсі)
Шаблон:StateAbbr_ 39°52′ пн. ш. 74°15′ зх. д. / 39.87° пн. ш. 74.25° зх. д.
Округ Оушен (англ. Ocean County) — округ (графство) у штаті Нью-Джерсі, США. Ідентифікатор округу 34029.

## Історія
Округ утворений 1850 року.

## Демографія
За даними перепису
2000 року
загальне населення округу становило 510916 осіб, зокрема міського населення було 495978, а сільського — 14938.
Серед мешканців округу чоловіків було 242596, а жінок — 268320. В окрузі було 200402 домогосподарства, 137803 родин, які мешкали в 248711 будинках.
Середній розмір родини становив 3,06.
Віковий розподіл населення поданий у таблиці:
| Стать    | До 15 років | 15-21 | 22-29 | 30-39 | 40-49 | 50-65 | 65-85 | Понад 85 |
| -------- | ----------- | ----- | ----- | ----- | ----- | ----- | ----- | -------- |
| Чоловіки | 51576       | 19436 | 19932 | 34296 | 34533 | 37024 | 41198 | 4601     |
| Жінки    | 48899       | 18501 | 19928 | 35442 | 35659 | 42430 | 57148 | 10313    |

## Суміжні округи
- Монмаут – північ
- Атлантик – південь
- Берлінгтон – захід

## Виноски
1. ↑  Forstall, Richard L. Population of states and counties of the United States: 1790 to 1990 from the Twenty-one Decennial Censuses, pp. 108–109. Бюро перепису населення США, March 1996. ISBN 9780934213486. Accessed October 6, 2013.
2. ↑  New Jersey: 2010 - Population and Housing Unit Counts; 2010 Census of Population and Housing, p. 6, CPH-2-32. Бюро перепису населення США, August 2012. Accessed August 29, 2016.
3. ↑  DP-1 - Profile of General Demographic Characteristics: 2000; Census 2000 Summary File 1 (SF 1) 100-Percent Data for Ocean County, New Jersey[недоступне посилання], Бюро перепису населення США. Accessed January 23, 2013.(англ.) Наведено за англійською вікіпедією.
4. ↑  DP1 - Profile of General Population and Housing Characteristics: 2010 Demographic Profile Data for Ocean County, New Jersey[недоступне посилання з грудня 2021], Бюро перепису населення США. Accessed March 25, 2016.
5. ↑  U.S. Census Bureau Delivers New Jersey's 2010 Census Population Totals, Бюро перепису населення США, February 3, 2011. Accessed February 5, 2011.
6. ↑  American FactFinder. Бюро перепису населення США. Архів оригіналу за 26 лютого 2012. Процитовано 31 січня 2008.

| США | Це незавершена стаття з географії США. Ви можете допомогти проєкту, виправивши або дописавши її. |